# Тунчуань
Тунчуань (кит. спр. 铜川市, піньїнь: Tóngchuān Shì) — місто-округ в китайській провінції Шеньсі. 

## Географія
Тунчуань розташовується у центрі провінції.

### Клімат
Місто знаходиться у зоні, котра характеризується вологим континентальним кліматом зі спекотним літом. Найтепліший місяць — липень із середньою температурою 23.5 °C (74.3 °F). Найхолодніший місяць — січень, із середньою температурою -2.7 °С (27.1 °F).
| Клімат Тунчуаня         | Клімат Тунчуаня | Клімат Тунчуаня | Клімат Тунчуаня | Клімат Тунчуаня | Клімат Тунчуаня | Клімат Тунчуаня | Клімат Тунчуаня | Клімат Тунчуаня | Клімат Тунчуаня | Клімат Тунчуаня | Клімат Тунчуаня | Клімат Тунчуаня | Клімат Тунчуаня |
| Показник                | Січ.            | Лют.            | Бер.            | Квіт.           | Трав.           | Черв.           | Лип.            | Серп.           | Вер.            | Жовт.           | Лист.           | Груд.           | Рік             |
| Середня температура, °C | −2,7            | −0,2            | 5,6             | 11,9            | 17,1            | 21,7            | 23,5            | 22,6            | 16,9            | 11,5            | 4,6             | −1,3            | 10,9            |
| Норма опадів, мм        | 5.7             | 8.4             | 23              | 42.8            | 53.5            | 62.6            | 117.5           | 122.3           | 93.3            | 51.8            | 21.3            | 4.9             | 607.1           |
| Днів з опадами          | 3,8             | 5,3             | 7               | 9,4             | 9,8             | 9,6             | 13              | 11,6            | 13,6            | 10,8            | 7,2             | 3,3             | 104,4           |
| Вологість повітря, %    | 58.3            | 58.1            | 58.9            | 60.9            | 61.7            | 57.3            | 68.9            | 71.4            | 74.9            | 72.5            | 69.5            | 63.4            | 64.7            |
| ----------------------- | --------------- | --------------- | --------------- | --------------- | --------------- | --------------- | --------------- | --------------- | --------------- | --------------- | --------------- | --------------- | --------------- |
| Джерело: Weatherbase    |                 |                 |                 |                 |                 |                 |                 |                 |                 |                 |                 |                 |                 |